# Талмедж (Канзас)
Талмедж (англ. Talmage) — переписна місцевість (CDP) в США, в окрузі Дікінсон штату Канзас. Населення — 78 осіб (2020).

## Географія
Талмедж розташований за координатами 39°1′37″ пн. ш. 97°15′35″ зх. д. / 39.02694° пн. ш. 97.25972° зх. д. (39.026891, -97.259713).  За даними Бюро перепису населення США в 2010 році переписна місцевість мала площу 0,25 км², уся площа — суходіл.

## Демографія
Згідно з переписом 2010 року, у переписній місцевості мешкало 99 осіб у 39 домогосподарствах у складі 31 родини. Густота населення становила 389 осіб/км².  Було 43 помешкання (169/км²).
Расовий склад населення:
| - 94,9 % — білих - 5,1 % — корінних американців |

До двох чи більше рас належало 0,0 %. Частка іспаномовних становила 1,0 % від усіх жителів.
За віковим діапазоном населення розподілялося таким чином: 24,2 % — особи молодші 18 років, 63,7 % — особи у віці 18—64 років, 12,1 % — особи у віці 65 років та старші. Медіана віку мешканця становила 40,5 року. На 100 осіб жіночої статі у переписній місцевості припадало 115,2 чоловіків;  на 100 жінок у віці від 18 років та старших — 102,7 чоловіків також старших 18 років.
Цивільне працевлаштоване населення становило 40 осіб. Основні галузі зайнятості: виробництво — 45,0 %, публічна адміністрація — 27,5 %, будівництво — 20,0 %.